# Лазарос Рота
Лазарос Рота (грец. Λάζαρος Ρότα, нар. 23 серпня 1997, Катеріні, Греція) — грецький футболіст, фланговий захисник клубу АЕК та національної збірної Греції.

## Ігрова кар'єра

### Клубна
Грати у футбол Лазарос Рота починав у молодіжній команді грецького клубу «Іракліс». У 2017 році футболіст приєднався до клубу Другого дивізіону чемпіонату Словаччини «Славой» з Требишіва. Відігравши там один сезон, у 2018 році Рота підписав професійний контракт з клубом Суперліги «Земплін». І в липні 2019 року дебютував у новій команді.
У січні 2020 року стало відомо, що грецький захисник переходить до стану нідерландської «Фортуна», підписавши з клубом контракт на 3,5 роки.
31 серпня голландський клуб оголосив, що обидві сторони досягли взаємного консенсусу щодо розірвання контракту міжнародного захисника.
У вересні 2021 року Рота повернувся до Греції, де приєднався до столичного клубу АЕК, з яким підписав контракт на три роки.

### Збірна
У серпні 2020 року Лазарос Рота був викликаний у стан національної збірної Греції на матчі Ліги націй. Та свою першу гру у збірній футболіст провів лише у жовтні того року, у поєдинку Ліги націй проти команди Молдови.

## Титули і досягнення
- Чемпіон Греції (1):

АЕК: 2022-23
- Володар кубка Греції (1):

АЕК: 2022-23